# Bernard Bosanquet
Bernard Bosanquet (ur. 14 czerwca 1848, zm. 8 lutego 1923) – brytyjski filozof, jeden z przedstawicieli brytyjskiego idealizmu. 
Zdaniem Bosanqueta jedyną rzeczywistością jest Absolut, tj. całość zjawisk powiązanych tzw. relacjami wewnętrznymi, „konkretny powszechnik” odróżniany od „abstrakcyjnych powszechników”, tj. pojęć pozwalających poznać go w jego sprzecznych przejawach, a więc rezultatach abstrahowania części z absolutu, który tylko w całości jest niesprzeczny. Pomimo pozostawania pod wpływem myśli Francisa Herberta Bradleya krytykował jednostronność jego idealizmu. W swojej filozofii starał się pogodzić elementy zaczerpnięte od Georga Wilhelma Friedricha Hegla oraz Charlesa Darwina.
Bosanquet przestawił również rozbudowaną teorię państwa i związaną z nim filozofię społeczno-polityczną. Jako jedyny ze współczesnych filozofów angielskich zajął się również estetyką.